# Auswahlsatz von Helly
Der Auswahlsatz von Helly ist ein mathematischer Satz der Maßtheorie und der Wahrscheinlichkeitstheorie, der eine Aussage darüber trifft, wann eine Folge von Maßen oder Verteilungsfunktionen eine vage konvergente Teilfolge besitzt. Die Verbindung zwischen der Konvergenz der Maße und der Verteilungsfunktionen wird dabei durch den Satz von Helly-Bray geschlagen. Somit liefert der Satz Kriterien für die vage relative Folgenkompaktheit von Mengen von Maßen.
Der Satz wurde 1912 von Eduard Helly als Hilfsmittel in seiner Arbeit Über lineare Funktionaloperatoren bewiesen.

## Aussage
Gegeben sei eine Folge von Verteilungsfunktionen {\displaystyle (F_{n})_{n\in \mathbb {N} }} und eine Folge von Maßen {\displaystyle (\mu _{n})_{n\in \mathbb {N} }} auf {\displaystyle (\mathbb {R} ,{\mathcal {B}}(\mathbb {R} ))}.
Dann gilt:
1. Ist die Folge der Verteilungsfunktionen gleichmäßig beschränkt, so besitzt sie eine vage konvergente Teilfolge.
2. Ist die Folge der Maße beschränkt, ist also die Folge der Totalvariationsnormen {\displaystyle (\|\mu _{n}\|)_{n\in \mathbb {N} }} eine beschränkte Folge, so besitzt sie ein vage konvergente Teilfolge.

## Beweisskizze
Die Namensgebung als „Auswahlsatz“  leitet sich aus der Beweistechnik her. Der Beweis verwendet eine Kombination des Satzes von Bolzano-Weierstraß und eines Diagonalarguments. Dazu betrachtet man eine Abzählung {\displaystyle (q_{n})_{n\in \mathbb {N} }} von {\displaystyle \mathbb {Q} }. Da die Folge der Verteilungsfunktionen gleichmäßig beschränkt ist, ist auch die reelle Folge {\displaystyle (F_{n}(q_{1}))_{n\in \mathbb {N} }} beschränkt und enthält eine konvergente Teilfolge {\displaystyle (F_{1n}(q_{1}))_{n\in \mathbb {N} }}, die durch passende Auswahl von Verteilungsfunktionen entsteht. Die Auswahl, ausgewertet in {\displaystyle q_{2}}, also {\displaystyle (F_{1n}(q_{2}))_{n\in \mathbb {N} }}, ist wiederum beschränkt und enthält somit eine konvergente Teilfolge {\displaystyle (F_{2n}(q_{2}))_{n\in \mathbb {N} }}, die wieder durch Auswahl entstanden ist.
Führt man dieses Verfahren fort, so lässt sich zeigen, dass die Diagonalfolge der Verteilungsfunktionen {\displaystyle (F_{nn})_{n\in \mathbb {N} }} in jeder Stelle {\displaystyle (q_{n})_{n\in \mathbb {N} }} konvergiert und man aus diesen punktweisen Grenzwerten wieder eine Verteilungsfunktion auf {\displaystyle \mathbb {R} } konstruieren kann. Also liefert das Verfahren eine Teilfolge der Verteilungsfunktionenfolge. Die vage Konvergenz der Verteilungsfunktionen folgert man durch direktes Nachrechnen an den Stetigkeitsstellen der konstruierten Funktion.
Der Beweis der zweiten Aussage folgt direkt mittels des Satzes von Helly-Bray.